# Mirjan Pavlović
Mirjan Pavlović (Lika, 21 april 1989) is een Australisch-Kroatisch voetballer die uitkomt voor het Indiase Pune FC.
Pavlović werd geboren in Kroatië en verhuisde op vijfjarige leeftijd naar Australië. Hij speelde voor de West Sydney Berries in de New South Wales Premier League alvorens over te stappen naar de jeugd van de Newcastle Jets. In seizoen 2009/10 debuteerde hij voor deze club in de A-League in een wedstrijd tegen Adelaide United. Daarna kwam hij uit voor Sydney United in Australië, voor Wellington Phoenix in Nieuw-Zeeland en, sinds 2014, voor Pune FC.